# KMW AGM
Az Artillery Gun Module (AGM) egy automatizált 155 milliméteres tüzérségi löveget tartalmazó lövegtorony, amelyet a német Krauss-Maffei Wegmann (KMW) vállalat fejleszt és gyárt. Az L/54 csőhosszúságú löveggel felszerelt lövegtorony akár 54 km-re lévő célokat is támadhat és 30 lövedéket hordoz. A löveg töltése és irányzása teljesen automatizált: a 2 fős kezelő személyzetnek csak a célpont koordinátáit és a lövedék típusát kell megadni. Az AGM képes 6-9 lövés/perc tűzgyorsasággal különböző röppályát alkalmazva úgy tüzelni, hogy a lövedékek nagyjából egyszerre csapódjanak a célba.
Az AGM lövegtorony többféle alvázra is ráépíthető a vevő igényei szerint.
- DONAR - az ASCOD gyalogsági harcjármű módosított alvázára épített lánctalpas önjáró löveg. Egy prototípus készült.[2]
- RCH 155 - a Boxer gyalogsági harcjármű módosított alvázára épített kerekes önjáró löveg. Egy prototípus készült.[3]
- AGM Iveco 8×8 - Iveco 8×8-as katonai teherautó-alvázra épített kerekes önjáró löveg, amely egyelőre csak terv szintjén létezik.[1]

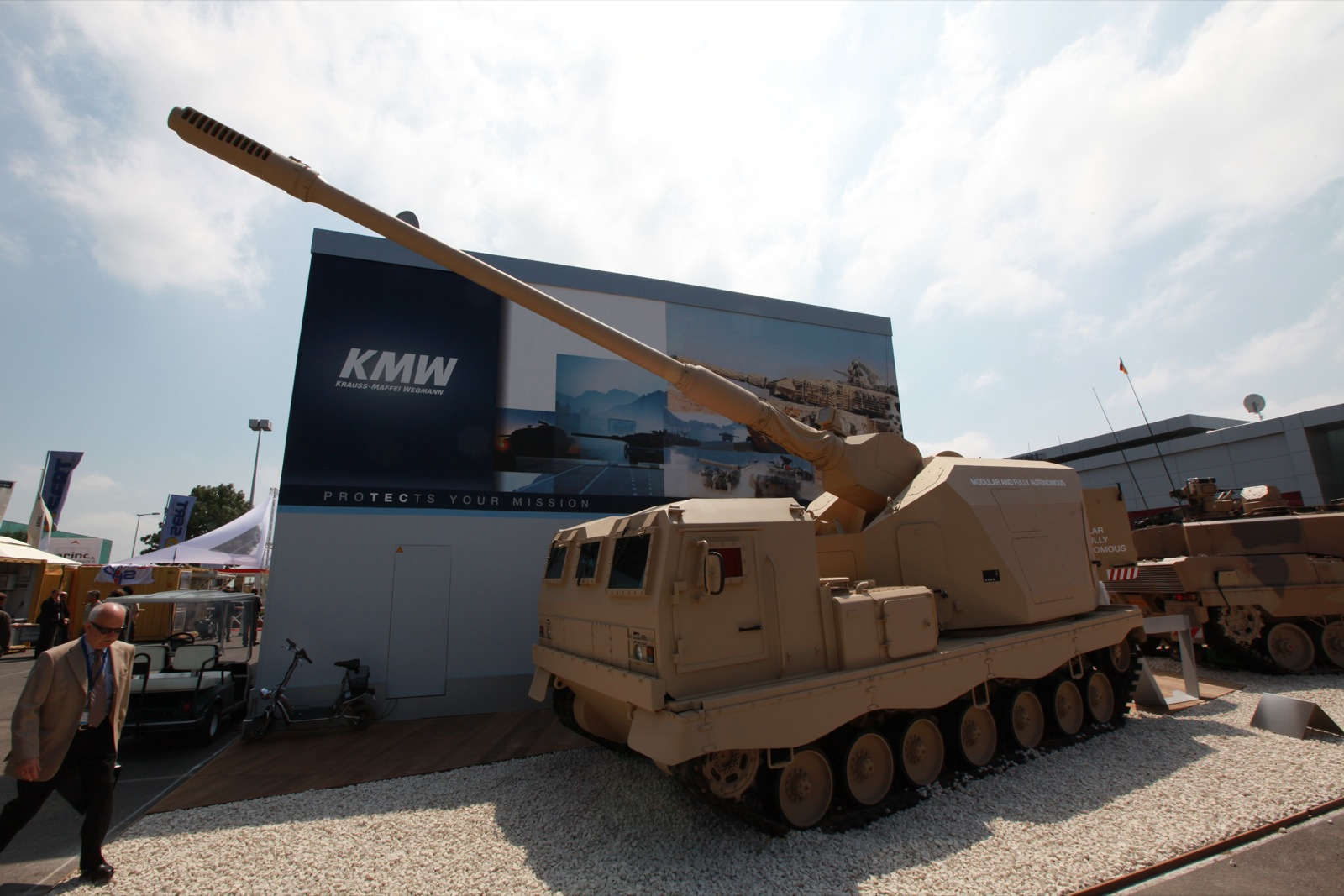
Donar önjárö löveg - AGM lánctalpakon
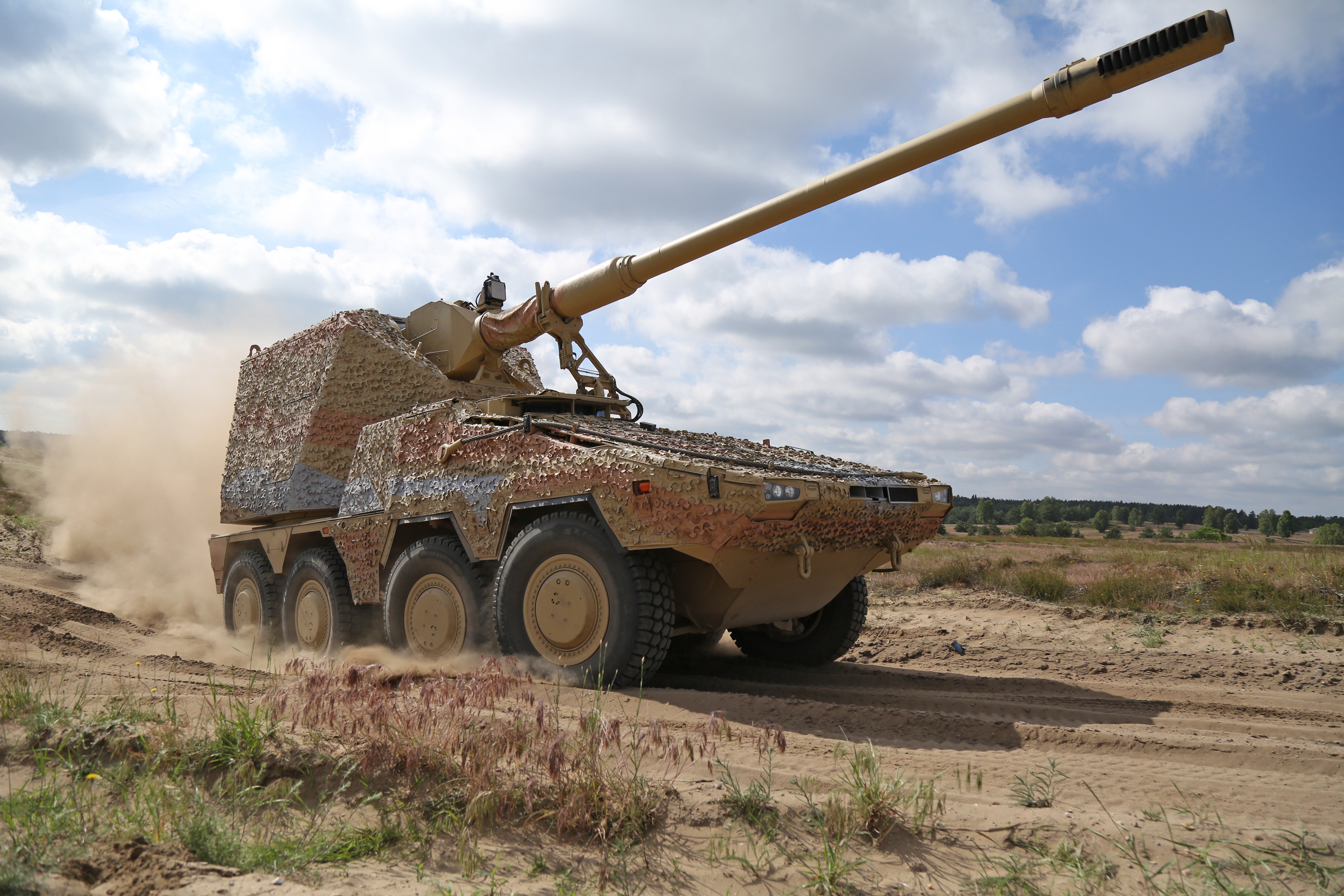
RCH 155 önjáró löveg - AGM Boxer alvázon

## Alkalmazók

### Jövőbeni alkalmazók
Németország - A Bundeswehr 2023-ban RCH 155-ösök beszerzése mellett döntött. A pontos mennyiség nem ismert, de mintegy 1,3 milliárd eurót terveznek erre költeni.
 Ukrajna - 18 darab RCH 155-ös löveg beszerzésére kért engedélyt a német kormánytól, amit meg is kapott. Legkorábban 2025-ben kaphatja meg a megrendelt járműveket. A megrendelés értéke 216 millió euró, vagyis átlagosan 12 millió euró lövegenként.
 Egyesült Királyság - A brit hadsereg a RCH 155 önjáró lövegekkel pótolja az Ukrajnának átadott AS-90 önjáró lövegeit.

### Lehetséges rendszeresítők
Svájc - A svájci haderő kerekes önjáró lövegek vásárlását tervezi: a két lehetséges típus a RCH 155 és a svéd Archer.